# Zend Framework
Das Zend Framework ist ein komponentenbasiertes Webframework für PHP. Klassen und Pakete können unabhängig voneinander und auch in Kombination mit den Lösungen anderer Hersteller genutzt werden. Hersteller ist das Unternehmen Zend Technologies. Die Funktionalität ist komplett objektorientiert realisiert.
Version 2.0 wurde in großen Teilen neu entwickelt und nutzt flexiblere Paradigmen, zum Beispiel Dependency Injection. Bedingt durch diese Anpassungen setzt das Framework mindestens PHP 5.3 voraus. Die aktuelle Vorgängerversion 1.12.7 von Zend Framework 1 setzt mindestens PHP 5.2.11 voraus. Version 1.12.0 war die letzte Version von Zend Framework 1, die neue Komponenten erhielt.

## Entwicklung des Frameworks
Das erste Release von Zend Framework 1.0 erschien am 30. Juni 2007, das letzte offizielle Update war Version 1.12.20 vom 8. September 2016.
Eine erste Version des Zend Framework 2.0 erschien am 6. August 2010, es folgte ein Update am 3. November 2010. Die erste offizielle Release von Zend Framework 2.0 wurde am 5. September 2012 veröffentlicht.
Das Zend Framework 3 war zunächst für das dritte Quartal 2015 angekündigt und ist im Juli 2016 erschienen.
Am 17. April 2019 wurde bekannt gegeben, dass das Zend Framework auf Grund einer Neuausrichtung der Mutterfirma von Zend Technologies, Rogue Wave Software, mit dem neuen Namen Laminas als Community-Projekt unter Führung der Linux Foundation fortgeführt wird.

## Auszug aus der Komponentenliste
- Authentifizierung, Benutzerverwaltung
- Datenbankzugriff
- E-Mail-Versand
- Lokalisierung: Übersetzung, Währungen, Zeit/Datumsformate
- MVC-System
- PDF-Erstellung
- Suchfunktionen: Indizierung, Caching
- Web-Technologien: URIs, Web Services (XML-RPC), Google-Dienste

## Projektleitung
| Projektleiter           | von                | bis                |
| ----------------------- | ------------------ | ------------------ |
| Mike Naberezny          | August 2005        | 17. Mai 2006       |
| Jayson Minard           | 18. Mai 2006       | 25. September 2006 |
| Bill Karwin             | 26. September 2006 | 17. Oktober 2007   |
| Wil Sinclair            | 18. Oktober 2007   | 13. April 2009     |
| Matthew Weier O'Phinney | 14. April 2009     | heute              |

## Verwendung
Das Zend Framework wird unter anderem verwendet in:
- Shopsoftware shopware
- Shopsoftware Magento
- Webanalytik Matomo
- Genealogiesoftware Webtrees
- Forensoftware XenForo

## Ähnliche Projekte
- Agavi
- CakePHP
- CodeIgniter
- Ez Components
- Laravel
- symfony
- Zikula
- WoltLab Community Framework
- TYPO3 Flow
- Yii